# Макаров, Валерий Леонидович
Вале́рий Леони́дович Мака́ров (род. 25 мая 1937 года, Новосибирск) — советский и российский экономист и математик. Доктор физико-математических наук (1969), академик АН СССР и РАН (1990, член-корреспондент с 1979). Директор Центрального экономико-математического института РАН (1985—2017). Декан экономического факультета ГАУГН, директор Высшей школы государственного администрирования МГУ имени М. В. Ломоносова (ВШГАдм).

## Биография
Старший брат академика Юрия Леонидовича Ершова.
Окончил Московский государственный экономический институт (1960). Кандидат экономических наук (1965, диссертация «Линейные динамические модели производства больших экономических систем»), доктор физико-математических наук (1969, ЛГУ).
Работал в Институте математики Сибирского отделения АН СССР (1960—1983) и Новосибирском университете, где в 1975—1983 годах заведовал кафедрой теоретической кибернетики. Главный учёный секретарь СО АН СССР (1980—1983). Директор Всесоюзного научно-исследовательского института проблем организации и управления (1983—1985).
Директор Центрального экономико-математического института РАН (с 1985), декан Факультета экономической теории Государственного академического университета гуманитарных наук (ГАУГН — с 1996 г.), директор Высшей школы государственного администрирования МГУ имени М. В. Ломоносова (с 2006), заведующий кафедрой прикладных проблем экономико-математического моделирования МГУ, главный редактор журнала «Экономика и математические методы», один из организаторов, первый ректор (1992—2004) и президент (с 2004) Российской экономической школы, член Совета Никитского клуба, профессор ВШЭ, входит в редколлегию журнала «Economic Change and Restructuring» (США), является членом экспертной комиссии Российского совета олимпиад школьников (РСОШ) по обществознанию.
С 2002 по 2008 год академик-секретарь Отделения общественных наук РАН. Входил в состав Президиума РАН. Ныне член Комиссии РАН по научной этике.
Член Эконометрического общества (1978). Член исполкома Международной экономической ассоциации (1995).

## Научная деятельность
Под руководством В. Л. Макарова сложилась научная школа в области математического и компьютерного моделирования экономики, продолжающая исследования Л. В. Канторовича. В 1999 году была построена модель российской экономики, на основе которой в 2001—2008 годах был создан ряд модификаций, позволяющих анализировать влияние тарифов на электроэнергию и газ на темпы роста ВВП, динамику инвестиций, доходов населения, изменения спроса различных секторов экономики.
В. Л. Макаров предложил и реализовал новые идеи по реформе высшего экономического образования в вузах Москвы. Им разработана модель производства и распространения знаний, имитирующая процессы производства знаний учёными, распространения знаний учителями и потребления знаний учащимися.
В области математической экономики развивает теорию магистралей и другие направления экономической динамики, разработал ряд прикладных моделей. Ввёл модельный эквивалент понятия «норматива эффективности»; выдвинул программу создания теории рынка интеллектуальных продуктов.

## Список публикаций
- Макаров В. Л. Социальный кластеризм. Российский вызов. — М.: Бизнес Атлас, 2010. — 272 с.
- Горизонты инновационной экономики в России: Право, институты, модели . Общ. ред. В. Л. Макарова. — М.: ЛЕНАНД, 2010. — 240 с. (Экономика и социология знания).

2009 год
- Макаров В. Л. О некоторых актуальных теоретических направлениях регионалистики // Проблемный анализ и государственно-управленческое проектирование. 2009. № 2. С. 6-8. (Аннотация)
- Макаров В. Л. О фундаментальной науке в современных условиях: оценка, приоритеты, финансирование // Новая экономика. Инновационный портрет России. 2008. Том I.
- Макаров В. Л. Формирование экономики знаний: концепции и проблемы // Гл. 1 в книге Инновационное развитие: экономика, интеллектуальные ресурсы, управление знаниями / Под ред. Б. З. Мильнера. — М.: ИНФРА-М, 2009. C. 11-26. (Оглавление)
- Макаров В. Л. Регулирование транспортных потоков в городе — проблемы и решения / В. Л. Макаров, В. А. Житков, А. Р. Бахтизин // Экономика мегаполисов и регионов. — 2009. — № 3 . — C. 2-7.
- Макаров В. Л. Обзор математических моделей экономики с инновациями // Экономика и математические методы, 2009, том 45, № 1, с. 3-14.

2008 год
- Макаров В. Л. Становление экономики знаний в России и мире. / Глава в учебнике «Экономика знаний» М., Инфра-М, 2008.
- Айвазян С. А., Афанасьев М. Ю., Макаров В. Л. Моделирование достижимого производственного потенциала и оценка эффективности производства на основе методологии стохастической границы. // Препринт ЦЭМИ РАН, WP/2008/239.
- Макаров В. Л. Экономика знаний. / Главы 38, 39 (1 п.л.) в учебнике Экономика. М., ГОУ ВПО «РЭА им. Г. В. Плеханова». 2008.

2007 год
- Макаров В. Л. Коллективные блага в АОМ. // Интернет-журнал Искусственные общества. 2007. Том 2, номер 1, стр. 6-15.
- Макаров В. Л., Клейнер Г. Б. Микроэкономика знаний. — М.: Экономика, 2007. — 208 с. [Введение, Оглавление]
- Макаров В. Л., Бахтизин А. Р. CGE модель экономики знаний. / Препринт # WP/2007/223. — М.: ЦЭМИ РАН, 2007.
- Макаров В. Л. Государственная инвестиционная политика на транспорте и её экономические последствия. // Вестник Российской академии наук, 2007, том 77, № 6.
- Макаров В. Л. Application of the methodology called «Artificial Societies». // Montenegrin Journal of Economics, #5, 2007.
- Макаров В. Л. Проблемы становления и развития экономики знаний: микроэкономические аспекты. / Глава в книге «Россия в глобализирующемся мире. Модернизация Российской экономики». — М.: Наука, 2007.
- Макаров В. Л. Информационное общество — идеал и угроза. // ИнформКурьер-Связь, 2007, № 4.
- Макаров В. Л., Бахтизин А. Р., Сулакшин С. С. Применение вычислимых моделей в государственном управлении. — М.: Научный эксперт, 2007. [Введение, Содержание]
- Макаров В. Л. Экономика России в контексте будущих достижений науки и техники. / Глава в книге «Россия в 2008—2016 годах: Сценарии экономического развития». — М.: Научная книга, 2007.

2006 год
- Макаров В. Л. Россия — федерация нового типа / Цикл публичных лекций «Академики — студенчеству». — М.: Изд-во ГУУ, 2006.
- Якунин В. И., Макаров В. Л., Бахтизин А. Р., Сулакшин С. С. Государственная инвестиционная политика на транспорте и её экономические последствия / Труды Центра проблемного анализа и государственно-управленческого проектирования. Выпуск 6. — М., 2006.
- Макаров В. Л., Якунин В. И., Бахтизин А. Р., Сулакшин С. С. Прогнозирование последствий проектируемых государственных политик. // Власть. 2006, 6. С. 39-49.
- Макаров В. Л. Получение нового знания методом компьютерного моделирования / Искусственный интеллект. — М.: Изд-во ИинтеЛЛ, 2006. С. 5-11.
- Макаров В. Л. Искусственные общества. // Интернет-журнал Искусственные общества. 2006. Том 1, номер 1. С. 10-24.
- Макаров В. Л., Васильев В. А. Информационное равновесие. Существование. // Экономика и математические методы. 2006. Т.42. номер 3. С. 31-52.
- Макаров В. Л., Васильев В. А. Информационное равновесие. Коалиционная стабильность. // Экономика и математические методы. 2006. Т. 42, 4. С. 50-64.
- Макаров В. Л. Компьютерная модель общества / Материалы к Круглому столу «Искусственные миры в экономике». — Воронеж, 2006. С. 2-6.

2005 год
- Макаров В. Л., Нургалиев Р. Г., Шамхалов Ф. И. «Человек институциональный» в интеллектуальной и исторической спирали / Homo institutus — Человек институциональный. Глава 1. — Волгоград: Изд-во ВолГУ, 2005. С. 23-58.
- Макаров В. Л., Бахтизин А. Р., Бахтизина Н. В. CGE-модель социально-экономической системы России со встроенными нейронными сетями. — М.: ЦЭМИ РАН, 2005.
- Макаров В. Л. Социальные технологии: проблемы и перспективы нижнего уровня. // Экономика региона. 2005, 3.
- Макаров В. Л. Рынок рабочей силы в экономике инноваций / Инновационный путь развития для новой России. Глава 5. — М.: Наука, 2005.
- Макаров В. Л. Общественные финансы: наука есть, а учебника нет. // Бюджет. 2005, 10. 20 октября 2005.

2004 год
- Макаров В. Л. Трудный переход от сырьевой экономики к экономике знаний. // Ресурсы, технологии, экономика. 2004. ?1.
- Макаров В. Л. Длинные деньги экономики знаний. // Банковское дело. 2004, номер 12, c. 48-50[2].
- Макаров В. Л. Энергичная промышленная политика — ключ к инновационной экономике. // Экономика и жизнь. 2004. ?30. C. 1.
- Макаров В. Л., Варшавский А. Е. Стратегия устойчивого развития: необходимость инвестирования в будущее / Инновационный менеджмент в России: вопросы стратегического управления и научно-технологической безопасности. Глава 1. (Отв. редакторы Варшавский А. Е. и Макаров В. Л.). — М.: Наука, 2004, c.23-49. [Введение, Заключение, Оглавление]
- Макаров В. Л., Варшавский А. Е., Козырев А. Н. Переход России к экономике, базирующейся на знаниях / Инновационный менеджмент в России: вопросы стратегического управления и научно-технологической безопасности. Глава 6. (Отв. редакторы Варшавский А. Е. и Макаров В. Л.). — М.: Наука, 2004, c.191-216. [Введение, Заключение, Оглавление]
- Макаров В. Л. О роли социального сектора в переходной экономике России / Россия в глобализирующемся мире: Политико-экономические очерки. — М.: Наука, 2004, c. 168—187.
- Макаров В. Л. К экономике, базирующейся на знаниях / Интеллектуальный капитал. Доклады ООН о развитии человеческого потенциала в Российской Федерации. — М.: 2004.
- Макаров В. Л. Социальные технологии на нижнем уровне. / Препринт # WP/2004/175. — М.: ЦЭМИ РАН, 2004. — 21 с.
- Макаров В. Л. Промышленную политику — в повестку дня. // Наша власть. Дела и лица. 2004, № 9.
- Макаров В. Л. Неявное знание и его роль в экономике / Интеллектуальный капитал: состояние, проблемы, перспективы. — М.: ЦЭМИ РАН, 2004. С. 70-71.

2003 год
- Макаров В. Л. Экономика знаний: уроки для России. // Наука и жизнь. 2003, номер 5.
- Макаров В. Л., Козырев А. Н. Оценка стоимости нематериальных активов и интеллектуальной собственности. Учебное пособие. — М.: Интерреклама, 2003. — 352 с. [Содержание]
- Макаров В. Л., Христолюбова Н. Е., Яковенко Е. Г. Справочник экономического инструментария. — М.: ЗАО «Издательство „Экономика“», 2003. — 515 с. [От авторов]
- V.L. Makarov, S.V. Borisova, S.A. Aivazian, E.A. Lakalin. Econometric Modelling of the Russian Economy. // Acta Aplicantae Matematicae. 2003. Vol.75, 1.
- Макаров В. Л. Исчисление институтов. // Экономика и математические методы. 2003. Т. 39, номер 2. С. 14-37.

2002 год
- Макаров В. Л. Местное самоуправление в структуре российского общества / Управление социально-экономическим развитием России. Глава 4. — М.: Экономика, 2002.
- Макаров В. Л. Предисловие к книге „Теория государственных финансов“ Д. Бремменхоффа. Перевод с немецкого. — М.: Пионер-Пресс, 2002. Макаров В. Л. Идеалы для экономики. // Государственная служба. 2002. номер 1.
- Makarov V.L. Measuring and Sustaining the New Economy. (Editors Dale W.Jorgenson and Charles W. Wessner.) — National Academy Press. 2002.
- Макаров В. Л., Данков А. Н. Межтерриториальная и электоральная конкуренция: сравнительный анализ влияния политических институтов. / Препринт # WP/2002/032. — М.: РЭШ, 2002.

2001 год
- Макаров В. Л. Модель производства и распространения знаний. / Наука и высокие технологии России на рубеже третьего тысячелетия: социально-экономический аспект развития. — М.: Наука, 2001, с.173-176.
- Макаров В. Л., Бобкова И. А. Подведение итогов обследования ВУЗов Москвы и Московской области. / Сборник трудов лаборатории экспериментальной экономики. — М.: ЦЭМИ РАН, 2001.
- Макаров В. Л., Айвазян С. А., Борисова С. В., Лакалин Э. А. Эконометрическая модель экономики России для целей краткосрочного прогноза и сценарного анализа. / Препринт # WP/2001/121. — М.: ЦЭМИ РАН, 2001. — 34 с.
- Макаров В. Л., Бахтизин А. Р. Эффективный способ оценки государственной политики. // Экономика и управление. 2001. № 4.
- Makarov, Valery. Fiscal Federalism as a way to protect national style of life in the globalization’s process: Russian evidence. / Globalization and the World Economy: Changes and Challenges. An International Workshop. (Ed. M.Kuboniwa and S.Watanabe). — Institute of Economic Research, Hitotsubashi University, March 2001.

2000 год
- Макаров В. Л. Сектор науки и образования как производительная сила. Современные информационные технологии. / Сборник научных трудов. Выпуск 2. ГВЦ Интурист, 2000.
- Макаров В. Л. К вопросу о реформе федеративного устройства России. / Сборник Сочинений III китайско-российского симпозиума по перестройке экономики „Перспектива экономики Китая и России в 21 веке“. Китай, Пекин, 2000.

1999 год
- Макаров В. Л. „Российская экономика на перепутье“, VIP, международный журнал о лидерах и для лидеров, 1, 1999.
- Макаров В. Л., Клейнер Г. Б. Развитие бартерных отношений в России. Институциональный этап. — М.: ЦЭМИ РАН, 1999 (есть электронная версия).
- Макаров В. Л., Клейнер Г. Б. Бартер в России: институциональный этап. // Вопросы экономики, 4, 1999.
- Макаров В. Л. Вычислимая модель Российской экономики, ЦЭМИ РАН, 1999.

1998 год
- Макаров В. Л. Почему Российская экономика неэффективна. // Власть, № 6, 1998.
- Макаров В. Л. Куда ведёт смена экономического режима? // Власть, 9-10, 1998. С. 38-43.
- V.L. Makarov. Comment on Lin’s Paper „Transition to a Market-Oriented Economy: China versus Eastern Europe and Russia“. The Institutional Foundations of East Asian Economic Development. Macmillan Press LTD, 1998.

1997 год
- Макаров В. Л. Государство в российской модели общества. // Труды Научного семинара „Неизвестная экономика“ Изд. ЦЭМИ, 1997.
- Макаров В. Л. О применении метода эволюционной экономики. // Вопросы экономики, 3, 1997.
- Макаров В. Л. Проблемы рынка деловой информации. // В сб. Деловая информация на пороге XXI века. Труды научно — практической конференции, Торгово-промышленная палата Российской Федерации, Москва, 1997 г.

1996 год
- Макаров В. Л. Российская модель общества // В книге: Реформы глазами американских и российских учёных, М. „Российский экономический журнал“, 1996.
- Макаров В. Л., Клейнер Г. Б. „Бартер в Российской экономике: особенности и тенденции переходного периода“ Изд. ЦЭМИ РАН, 1996.

1995 год
- V.L. Makarov. Comments on „Project LINK: Past, present, and future“ by Bert G. Hickman and Kenneth G. Ruffing. In „Modeling global change“, Edited by Lawrence R. Klein and Fu-chen Lo. United Nations University Press, 1995.
- V.L. Makarov, A.M. Rubinov and M.I. Levin. „Mathematical Economic Theory: Pure and Mixed Types of Economic Mechanisms.“ Advanced Textbooks in Economics. v 33. Elsevier, North-Holland, 1995. 610 pages.
- Макаров В. Л. Теоретические основы экспериментальной экономики. // Экономический журнал (б. Плановое хозяйство), № 6, 1995.
- Макаров В. Л. Эволюционная экономика: некоторые фрагменты теории. // Труды международного симпозиума: Эволюционный подход и проблемы переходной экономики. Изд. Институт экономики и ЦЭМИ РАН, 1995 г.

1994 год
- V.L. Makarov. Dual Economy in Russia Today. The Economic Review, vol.45, N 2, 1994, pp. 117–125. Hitotsubashi University, Kunitachi, Tokyo, Japan.

1993 год
- Левин М. И., Макаров В. Л., Рубинов А. М. Математические модели экономического взаимодействия. ВО Наука, Физико-математическая литература, 1993. 373 с.

1990 год
- V.L. Makarov. „Impact of a Parallel Currency on the Development of Market and on the Rate of Inflation in the Soviet Union“. The paper is presented at the 6-th World Congress of Econometric Society, Barcelona, August, 22-28, 1990.

1988 год
- V.L. Makarov. „On the Strategy for Implementing Economic Reform in the USSR“, The American Economic Review, vol.78, #2, May 1988.

1984 год
- Макаров В. Л., Васильев В. А. „Информационное равновесие в обобщённых моделях обмена“, Доклады Академии Наук СССР, т.275, 3, 1984.
- L.V. Kantorovich, V.L. Makarov. „Prices and Pruduction Efficiency“, In: The Economics of Relative Prices», Proc. Conf. Macmillan Press 1984.
- V.L. Makarov, V.A. Vasil’ev. «Information Equilibrium and the Core in Generalized Exchange Models». Soviet Math. Dokl. Vol.29 (1984) #2.
- L.V. Kantorovich, V.L. Makarov. «Mathematical Models of Pricing» in «The Economics of Relative Prices», eds B. Csicos-Nagy, D. Hagul and G. Hall Macmillan Press, 1984.

1981 год
- V.L. Makarov. «Some Results on General Assumptions about the Existence of Economic Equilibria». Journal of Mathematical Economics, Vol.8, #1, March 1981, pp. 87–101.

1980 год
- Макаров В. Л. О понятии договора в абстрактной экономике. // Труды ИМ СО АН., Оптимизация, вып. 24 (41), 1980.

1978 год
- Макаров В. Л. Существование экономического равновесия в условиях множественности денег и цен. // Сибирский математический журнал, 5, т. 19, 1978.

1977 год
V.L. Makarov, A.M. Rubinov. Mathematical Theory of Economic Dynamics and Equilibria. Springer-Verlag, New-York, Heidelberg Berlin, 1977. 252 p.
1976 год
- L.V. Kantorovich, V.L. Makarov. «Growth Models and their Application to Long-term Planning and Forcasting», In: Long-term Planning and Forcasting, Proc. Conf. Macmillan Press 1976.
- V.L. Makarov. «Economic Equilibrium under Technological Changes», Lecture notes in Economics and Mathematical Systems, v.141, Springer, Verlag, 1976

1973 год
- Макаров В. Л., Рубинов А. М. Математическая теория экономической динамики и равновесия. М. Наука, 1973.
- Макаров В. Л. Баланс научных разработок и алгоритм его решения. // Труды ИМ СО АН., Оптимизация, вып. 11. 1973.

1970 год
- Макаров В. Л., Рубинов А. М. Суперлинейные точечно-множественные отображения и модели экономической динамики // Успехи математических наук, 5, 1970.

1969 год
- Макаров В. Л. Модели оптимального роста экономики // Экономика и математические методы, 4, 1969.

1966 год
- Макаров В. Л. Асимптотическое поведение оптимальных траекторий линейных моделей экономики // Сибирский математический журнал, 4, 1966.

1965 год
- Канторович Л. В., Макаров В. Л. Оптимальные модели перспективного планирования // Применение математики в экономических исследованиях, М.: Мысль, 1965.
- Макаров В. Л. Состояние равновесия замкнутой линейной модели расширяющейся экономики // Экономика и математические методы, 5, 1965.

1964 год
- Макаров В. Л. Машины Тьюринга и конечные автоматы // Сибирский математический журнал, номер 1, 1964.

1962 год
- Макаров В. Л. Об условии равновесия в модели Неймана // Сибирский математический журнал, номер 3, 1962.

## Награды
- Премия Совета Министров СССР (1980)
- Премия имени Л. В. Канторовича (1996) — за цикл работ по экономической динамике и теории нововведений
- Премия имени Л. В. Канторовича (совместно с А. Р. Бахтизиным, Е. Д. Сушко, за 2020 год) — за цикл научных работ «Суперкомпьютерные технологии в общественных науках»
- Орден Дружбы народов
- Два ордена Трудового Красного знамени (1978, 1987)
- Орден «За заслуги перед Отечеством» IV степени (1997)[3]
- Заслуженный профессор Московского университета (1999)[4]
- Орден «За заслуги перед Отечеством» III степени (2008)[5]
- Почётная грамота Правительства Российской Федерации (6 апреля 2009) — за большой вклад в подготовку и проведение Года Российской Федерации в Китайской Народной Республике и Года Китайской Народной Республики в Российской Федерации[6].
- Орден «За заслуги перед Отечеством» II степени (2022)[7]